# Edward Rutledge

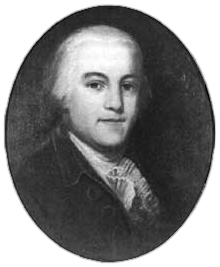
Edward Rutledge

Edward Rutledge (* 23. November  1749 in Charleston, Province of South Carolina; † 23. Januar 1800 ebenda) war ein britisch-amerikanischer Politiker und als einer der Unterzeichner der Unabhängigkeitserklärung der Vereinigten Staaten einer der amerikanischen Gründerväter.

## Frühe Jahre und politischer Aufstieg
Edward Rutledge stammte aus einer reichen Pflanzerfamilie. Er war der jüngere Bruder von John Rutledge, dem ersten Gouverneur von South Carolina. Nach der Grundschule studierte Edward in England am Middle Temple Jura und wurde 1772 als Anwalt nach britischem Recht zugelassen. Nach seiner Rückkehr im Jahr 1773 wurde er auch in South Carolina als Anwalt zugelassen. Sein politischer Aufstieg begann im Jahre 1774, als er Delegierter auf dem Ersten Kontinentalen Kongress der dreizehn Gründerstaaten der späteren USA war. Im Jahr 1776 gehörte er zu den Unterzeichnern der amerikanischen Unabhängigkeitserklärung. Rutledge war auch Mitglied der ersten beiden regionalen Kongresse von South Carolina, die 1775 und 1776 stattfanden. Im Jahr 1779 wurde er erneut in den Kontinentalen Kongress gewählt. Dieses Amt hatte er aber nicht angetreten, weil er als Offizier am Amerikanischen Unabhängigkeitskrieg teilnahm. Im Jahr 1780 geriet er bei Charleston in britische Kriegsgefangenschaft. Im Juli des folgenden Jahres wurde er im Rahmen eines Gefangenenaustauschs wieder freigelassen. Zwischen 1782 und 1792 war er mit einigen Unterbrechungen Abgeordneter im Parlament von South Carolina. Im Jahr 1790 gehörte er dem Ausschuss zur Überarbeitung der Verfassung von South Carolina an. Er war auch der Initiator des Gesetzes zur Abschaffung des Erstgeburtsrechts in South Carolina. Im Jahr 1794 lehnte er eine Berufung durch Präsident George Washington zum Richter am Obersten Gerichtshof der USA (Supreme Court) ab. Sein Bruder John wurde ein Jahr später zum Obersten Richter an diesem Gericht berufen, aber vom US-Senat nicht bestätigt.

## Gouverneur von South Carolina

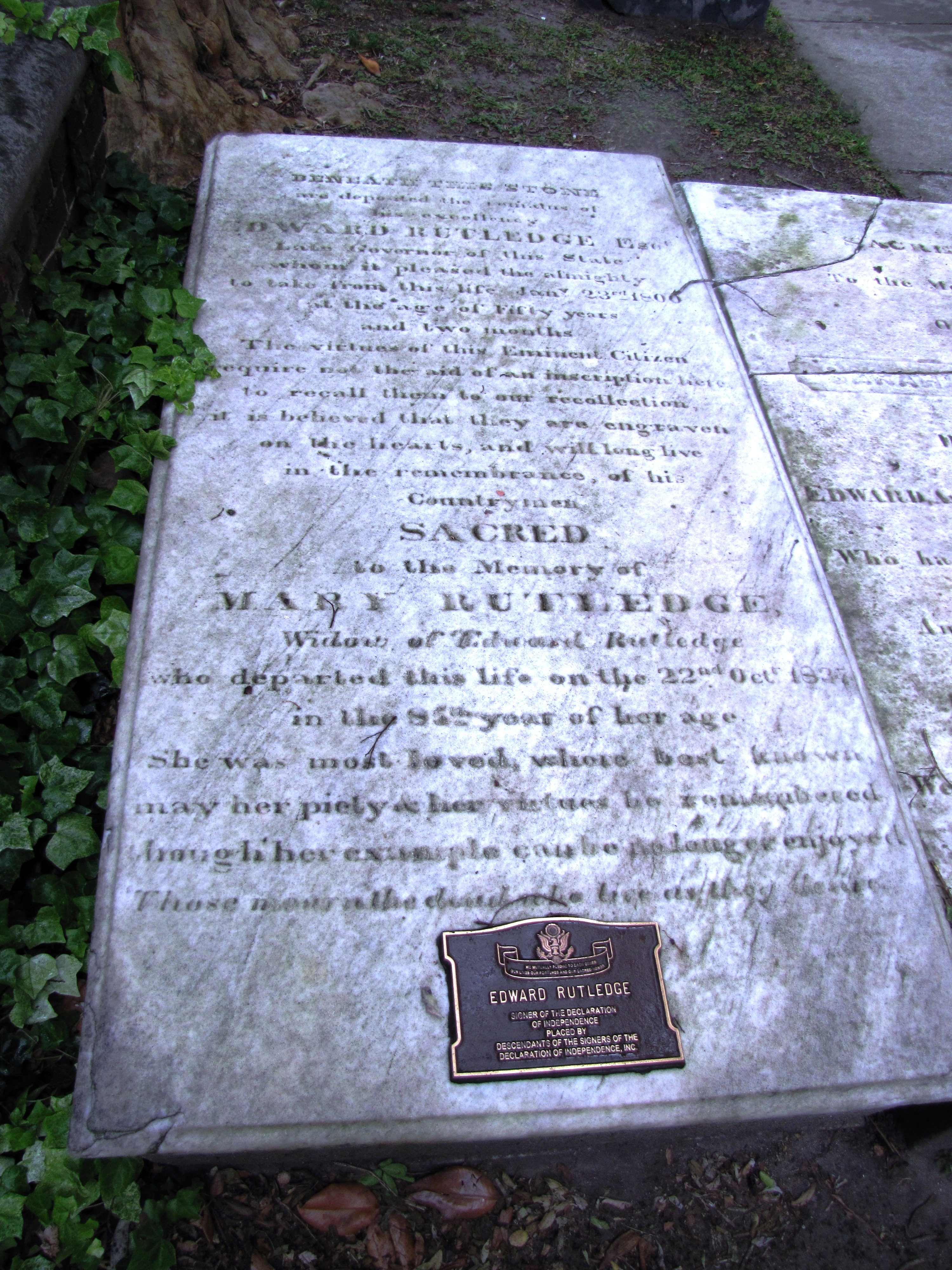
Rutledges Grab in Charleston

Ende 1798 wurde Rutledge von den Abgeordneten des Parlaments zum Gouverneur von South Carolina gewählt. Seine Amtszeit begann am 18. Dezember 1798. In dieser Zeit wurde die Frage diskutiert, ob ein Bundesstaat der USA das Recht habe, Bundesgesetze einseitig für sein Gebiet außer Kraft zusetzen. Rutledge entwarf einige Resolutionen, die eine solche Möglichkeit befürworteten. Dafür fand er aber damals in South Carolina keine Mehrheit. Dieses Thema sollte 30 Jahre später während der so genannten Nullifikationskrise noch eine wichtige Rolle in der Geschichte des Landes und der Union spielen. In seiner Amtszeit wurde auch die Verwaltung von South Carolina reformiert. Es entstanden neue Verwaltungseinheiten wie etwa die Distrikte und Countys (Bezirke). Auch der Rechnungshof (Comptroller) wurde damals in South Carolina als eigenständiges Amt gegründet. Edward Rutledge konnte seine zweijährige Amtszeit nicht beenden, weil er bereits im Januar des Jahres 1800 im Amt verstarb. Edward Rutledge war zweimal verheiratet und hatte insgesamt drei Kinder.
Rutledge verursachte einige Aufregung, weil der originale Entwurf der Unabhängigkeitserklärung, dargelegt und unterstützt von Thomas Jefferson, das Verbot der Sklaverei enthielt und die Südstaaten veranlasste, nicht dafür zu stimmen, bis versprochen wurde, diese Passage zu entfernen. Als Rutledge nach South Carolina zurückkehrte, ließ er alle seine Sklaven frei.